# U.S.エージェント
U.S.エージェント（U.S.Agent）、またはジョナサン・F.・”ジョン”・ウォーカー（Jonathan F. "John" Walker）は、マーベル・コミックが出版するコミック作品に登場するキャラクター、スーパーヒーローである。マーク・グルーン・ウォルドとポール・ニアリーによって創造されたこのキャラクターは『キャプテン・アメリカ』第323号（1986年11月）で初登場した。
2012年には、IGNの『ザ・トップ・50・アベンジャーズ』で29位にランクされた。

## 発行履歴
ジョン・ウォーカーは、『キャプテン・アメリカ』第323号（1986年11月）で“スーパー・パトリオット”（2代目）として初登場した。マーク・グルーン・ウォルドは、キャプテン・アメリカの愛国心が常に良いものであるという一般的なメッセージに対抗するためにウォーカーを設定し、「キャプテン・アメリカがしなかった方法で愛国心を具現化した、愛国的な悪役」・「キャップは今古いので、この男は本当の若い新星になります。高潔な理想を持つキャップに対し、スーパー・パトリオットはより現実的で実用的にします。だから、私は反対のゲームをして、彼の背景とキャラクターの特徴をまとめました」と説明した。
『キャプテン・アメリカ』第333号でグルーン・ウォルドは、ウォーカーを新キャプテン・アメリカとして再登場させた。グルーン・ウォルドは、新たなキャプテン・アメリカを登場させる動機はコミックスの売り上げを伸ばす動機付けであると公表した。
ウォーカーがキャップを引き継ぐことで、グルーン・ウォルドは「キャプテン・アメリカのコンセプトが何であるかをより良く定義したい」と述べた。グルーン・ウォルドは、『キャプテン・アメリカ』第321号のベストセラーカバーで、ウォーカー/キャップが銃器を撃っているイメージに対し、これはキャプテン・アメリカというキャラクターの原則違反と考えていたので、「ファンに欲しいものを与えるが、ウォーカーはスティーブ・ロジャースのようにはなれない」と決めた。それでもシリーズの売り上げを大幅に押し上げるほどの人気を高めたウォーカーは、『キャプテン・アメリカ』 第333〜350号までの主人公であり続け、同作第354号でコードネームを“U.S.エージェント”に変更され、新しいコスチュームも与えられた。                    
『U.S.エージェント』シリーズも確かな人気を誇り、『Maximum Security』のストーリーでは、U.Sエージェントは機動隊の制服のような新しいコスチュームを与えられ、2001年の短編各種でそのコスチュームを使い続けた。 

## キャラクター経歴

### オリジン
ジョン・ウォーカーは、アメリカのジョージア州“カスターズグローブ”で果樹園を営むアメリカ陸軍の退役軍人父ケーレブ・ウォーカーと母エミリー・ウォーカーの次男として生まれた。 彼は愛国心を教えられながら過ごしていた幼少期の1974年に火事に遭うも、アメリカ陸軍のヘリコプターパイロットである兄のマイク・ウォーカーに救われ、その直後、両親から兄がベトナム戦争で戦死したと聞かされて育ったことから、マイクを崇拝するようになった。そんな兄に近づくべく自身もアメリカ陸軍に入隊し、フォートブラッグで訓練を受けたが、それも間もなくベトナム戦争が終わり、国のための実戦に参加させられないまま、終始基地での内勤に従事していたことから軍務に飽きてしまい、名誉除隊という形で軍を去った。

### スーパー・パトリオット
ウォーカーは退役後に友人から、人々に超人的な能力を与えた謎の人物“パワー・ブローカー”について知らされ、彼との接触に成功。そこで友人と2人で放射線療法を受け、超人的な能力を得た。そしてパワー・ブローカーへの借金返済と恩義のため、無制限級レスリング協会に選手として参加するつもりだったが、マネージャーになるイーサン・サームに会い、彼からプロレスラーではなく、キャプテン・アメリカに代わるヒーローとして国のために働くことを薦められると、サームの資本提供や衣装デザイン・アメリカ中での愛国的な集会とコミュニティサービスなどの支援を受け“スーパー・パトリオット”としてデビューした。
ここまでの宣伝活動で、アメリカと自身のイメージアップを果たしたウォーカーだったが、セントラル・パークでの集会では、キャプテン・アメリカを時代遅れだと公に批判したことに加え、「攻撃してきた過激派サポーターの“バッキーズ”（ボールド・アーバン・コマンドーズ）を打ち負かす」という密かにリハーサルされた危険なパフォーマンスを行なっており、それを知ったスティーブ・ロジャース/キャプテン・アメリカ本人の抗議を受けるも拒否し、逆にロジャースへ挑戦状を叩き付けた。
ウォーカーは、挑戦を拒否し続けるロジャースに自ら攻撃して決闘を誘発させると、長い激戦の結果は引き分けに終わった。だが、ウォーカーはロジャースに勝利したと思い込んで歓喜した。
後日ウォーカーは、ワシントン記念塔の頂上で核兵器を爆発させると脅迫するテロリスト“ウォーヘッド”に立ち向かい、戦闘に勝利して爆破を食い止めることに成功。この功績を高く称賛されたウォーカーは、民衆の間で英雄として称えられ、一躍有名人になると、ワシントン・ポストや全国テレビに出演し、自らを“アメリカの未来”であると主張。大統領顧問を務める“超人活動委員会”のヴァレリー・クーパーの注目も得た。

### キャプテン・アメリカ
ロジャースがキャプテン・アメリカのコスチュームとアイデンティティを放棄したことで、ウォーカーはクーパーからアメリカ政府の工作員としてキャプテン・アメリカを引き継ぐよう指名された。当初はロジャースとの対立もあって拒否していたが、やがて承諾すると、改めてキャプテン・アメリカの活動やこれまでの戦いについて研究し、尊敬の念を抱くようになった彼に近づくため、タスクマスターの元でキャプテン・アメリカの戦い方を習得する特訓を積み、バッキーズの一員であったレマー・ホスキンスを相棒の“バトルスター”に迎えて、キャプテン・アメリカとしての活動を開始した。
ウォーカーはホスキンスと共に、最初の任務として“ウォッチドッグス”に挑み、以降は“タランチュラ”やスパイダーマンと共闘することもあったが、タランチュラと任務中に対立するなど、自身の横暴な本質も手伝って、その活動は強硬な手段も厭わないものとなり、ついにはプロフェッサー・パワーとの戦いにおいて相手を馬乗りになって必要以上に殴り殺してしまった。そして、クーパーが手配した記者会見でレフト・ウィンガーとライト・ウィンガーがウォーカーのプロフィールを公表したことが遠因となり、両親をウォッチドッグスに拉致された末に奮戦虚しく喪ってしまい、精神的衰弱に陥りながらも怒りに任せて多くのウォッチドッグスを殺害。さらに、レフト・ウィンガーとライト・ウィンガーにも報復として彼らの親を脅迫し、両者を爆発に巻き込んだ。その後ウォーカーはフラッグ・スマッシャーの戦闘に敗れて捕まるが、ロジャーズ、ホスキンス、デモリションマンに救出された。しかし、この一件は自身にとって屈辱的な出来事となった。
ところが、ロジャースの解任から始まった一連の事件は、ウォーカーとロジャースの両者を潰し合わせることを目論んだレッドスカルが黒幕であり、彼はその仕上げとしてウォーカーに近づき、物事がうまく進まない元凶はロジャースであると吹き込むと、ロジャースのクローン体に精神を移した。ウォーカーはワシントンD.C.に誘き出され、現れた敵の大群を敵を全て死傷させた。そしてレッドスカルによってロジャーズ/ザ・キャプテンとの再戦に臨むも敗北し、事実を知って目を覚ますと、レッドスカルと対峙。ロジャースとの共闘で相手を敗走させた。その戦いの後、ウォーカーは委員会でキャプテン・アメリカの称号及びコスチュームと盾を手放し、ロジャーズへこの称号に相応しいのはあなたしかいないと説得した。ロジャースのキャプテン・アメリカの復帰会見においてウォーカーは、「ウォッチドッグによって暗殺された」とヘイワース将軍によって自身の現状を偽造された。新しいアイデンティティを設定するためであった。
それからウォーカーは、自分の精神病治療のため、両親がまだ生きていると信じる催眠術をかけられ、“ジャック・ダニエル”という名と言語療法を与えられた。

### U.S.エージェント / ウエストコースト・アベンジャーズ
ウォーカーはロジャースから受け取ったザ・キャプテンのコスチュームを身に着け、ヴィブラニウムのディスクを盾として使用し、“U.S.エージェント”として再登場した。 彼は最初に委員会からのテストとしてアイアンモンガーと戦い、委員会によって“ウエストコースト・アベンジャーズ”へと配属された。しばらくして、彼はパワーブローカーの下からホスキンスを救出・和解すると、彼から自分の記憶が変化させられたことと、両親が亡くなったことを知った。ウェストコースト・アベンジャーズでは、クリント・バートン/ホークアイと頻繁に衝突し、スパイダーウーマンの殺害やパニッシャーの脱走、死んだと思われていた兄のマイク/ブラッドステインとの敵対・死別への直面など、幾多の活動や戦いの中で辛酸を舐めさせられたことも度々あった。

### フォース・ワークス
ウエストコースト・アベンジャーズ解散により、アベンジャーズそのものと決別しようとしたウォーカーは、コスチュームと盾をハドソン川に沈めたその後トニー・スターク/アイアンマンの呼びかけで“フォース・ワークス”が編成され、参加に消極的だったウォーカーは、ワンダ・マキシモフ/スカーレット・ウィッチの説得により、参加を決意。新たなコスチュームとエネルギーシールドを装備してチームの一員となった。
モッキンバードを失って姿を消したバートンとの数度に渡る交渉での和解及び救済は果たせなかったものの、フォース・ワークスの一部としてクリーやマンダリン、異次元のワンダーマンなど、多くのヴィランと戦い続けた。

### ザ・ジュリー
フォース・ワークスの後にウォーカーは、ジェット機の実験機奪取をロジャースに阻止された一件を経て、“ザ・ジュリー”のフィールドリーダーに就任した。そこから“サンダーボルツ”を倒す任務に就き、数回に渡って交戦した。
それからプロトサイドによって激しく殴打されて瀕死の重傷を負い、“S.H.I.E.L.D.”による強化用外骨格を身に付ける緊急医療処置が行われた。

### S.T.A.R.S.
回復したウォーカーは、超人的戦術活動対応部隊“S.T.A.R.S.”に入隊した。だが、かつて陸軍時代においての恋人同士だったカーリー・ヴリースの指揮下になったことに不快感を抱えながら、“パラサイト”に関わる任務に就き、翻弄された。

### インベーダーズ
ウォーカーは“インベーダーズ”加入の誘いを受け引き受けた。中東のテロリストに囚われたブレイジング・スカルの解放を巡る一件や、ネイモア率いるアトランティス軍との共闘で“マジカンダール”との戦争に身を置いたが、後者では終戦までロジャースと再び対立してしまうほどの事態に直面した
。また、ウォーカーはチームメイトたちに自分を“キャプテン・アメリカ”と呼ぶよう要求したこともあったが、それは叶わず、ジム・ハモンド/ヒューマン・トーチが戦闘で死亡すると、インベーダーズは解散した。

### シビル・ウォー
アメリカ国防長官であるトニー・スターク/アイアンマンから“オメガフライト”への参加を指示されたウォーカーは、当初はこの命令に猛反対したが、パープルマンによってマインドコントロールされたS.H.I.E.L.Dのチームによる攻撃を受けると、パープルマンへの復讐を熱望し、スタークからの説得を受けることにした。

### オメガフライト
オメガフライトの一員となったウォーカーは、新たに出会ったマイケルポインター/ウェポン・オメガとの交流で、彼にまつわる問題に直面し、対立・共闘する。

## 戦力

### 能力
パワー・ブローカーに代わり、カール・マルス博士が行った実験的な放射線療法の結果としてウォーカーは、最大で10トンの重量物を持ち上げることができる腕力、敏捷性、反射/反応、持久力をはじめ、優れたオリンピック選手に勝るとも劣らないスピード、器用さ、調整、バランスなど、超人的な身体能力を得た。
上記に加えて、ウォーカーは卓越した白兵戦能力と、各種訓練による体操・アクロバティック能力、熟練した射撃力、タスクマスターの元で積んだ特訓で覚えたキャップの盾を防御や投擲武器として正確に駆使する戦闘スタイル、固定翼機パイロットの資格、スキューバダイバーのスキルを習得した。更に、英語のみならず、アラビア語とスペイン語も流暢に理解し、話す言語力も有しており、さまざまな任務で、戦術的および戦略的計画、観察、及び特殊作戦における軍事戦闘の経験を持つベテラン兵士となった。

### 装備
ウォーカーは、多種多様な盾を駆使している。最初は、キャップのコスチュームとアイデンティティを放棄したロジャースが使っていた“ヴィブラニウム”製の円形盾を継承・装備し、U.Sエージェントのコードネームを与えられると、ブラックパンサーから提供されたロジャーズの円形盾のヴィブラニウム製レプリカや、“リモートコントロールシールド”、格納式のスパイクが付属した星型の盾などを武器としてきた。
プロトサイドの攻撃で重傷を負ったウォーカーは、S.H.I.E.L.D.の緊急医療処置により、歩行のための外骨格を装着され、また、ニュークによって身体が不自由になると、片腕・片足を失い、通常の人工軟骨を自身にあてがった。

## その他のバージョン

### ホワット・イフ
別のユニバースでウォーカーは、ロジャースとの戦いをニック・フューリーと当時のロナルド・レーガン大統領の介入で終わらせ、レーガンのスピーチ中にロジャースを射殺されたことで、キャプテン・アメリカを襲名した。しかし、ウォーカーは致命的な暴力を振るってしまったことで活動停止・投獄され、レッドスカルに嘲笑われて、彼の勝利を許してしまった。
ロジャースが北極海で発見されなかったユニバースでは、“アメリカン・エージェント”のコードネームを持つヴィランとして登場した。

### マーベル・ゾンビーズ
このシリーズの前日譚には、ウォーカーが生き残ったヒーローの1人として登場する。

### アルティメット・マーベル
このバージョンにおけるウォーカーは、ミュータントを収容するために使用された“キャンプ・エンジェル”の高官として登場。一部のミュータントの拷問に加担している。

### アベンジャーズ・ネクスト
アース9907のウォーカーは、“サンダーガード”のサブリーダーとして登場する。

### シークレット・ワープス
このバージョンでは、ウォーカーとヴィラン“カルー”が組み合わさったアメリカの大魔術師“ジョン・カルー”として登場。ジョン・カルーはアメリカ陸軍の最高の新しい兵士になり、冷戦中に共産主義者と戦って、黒魔術を使用したことから制御不能になった挙句、ロジャースと同盟を結ぶことになった。

## MCU版
マーベル・シネマティック・ユニバース（MCU）では、ワイアット・ラッセルが演じる。日本語吹替は鈴木達央が担当。

### キャラクター像
陸軍士官学校を卒業し、対テロ活動に尽力してアメリカで初となる3度の名誉勲章受賞という輝かしいキャリアを持つアメリカ陸軍兵士。
報道番組のインタビューやサインの依頼に屈託の無い笑顔で応え、妻のオリヴィア・ウォーカーや親友兼相棒のレマー・ホスキンス/バトルスターを心から大切に思い、親切な言葉遣いでサム・ウィルソン/ファルコンとバッキー・バーンズ/ウィンター・ソルジャーに共闘を数回申し出たり、自分の能力や勲章を受けた実績と長年政府に奉仕してきた来歴に高い誇りを持って、己のできる範囲で与えられた役目を果たそうとするなど、愛国者として一定のサービス精神や連帯感を持つ。その反面、政府や世間からの大きな期待にプレッシャーを感じやすく、独断で権限を行使して釈放させたバッキーたちを自分の補佐に置きたいと述べたてる独善ぶりや、パトカーのサイレンで人を呼び止めたり、管轄権について議論したアヨに見下すような態度を示す短慮さ、問題を早期解決できなかったり捜査が思うように進まなかったりすると、激しい焦燥感を隠せなくなって凶猛な態度に出てしまう危うい精神面まで、ヴィランに近しい気質を複数覗かせる男でもある。
スティーブ・ロジャース/キャプテン・アメリカ亡き後の現代に、アメリカ政府から“キャプテン・アメリカ”（2代目）に任命されるも、カーリ・モーゲンソウ率いる“フラッグ・スマッシャーズ”鎮圧のための戦いにおける過失から、キャプテン・アメリカの資格剥奪と不名誉除隊を言い渡されてしまい、後にヴァレンティーナ・アレグラ・デ・フォンテーヌの勧誘を受け、“U.S.エージェント”のコードネームを与えられる。

### 能力
母校の“ カスターズ・グローブ高校”で所属していたアメフトクラブではクォーターバックを務め、MITの身体能力測定においても各身体能力から知能まであらゆる分野で桁外れの能力値をマークしており、そのため格闘戦の技能と射撃に加え、託されたキャプテン・アメリカの盾も容易に使いこなせるくらいに常人の兵士の頃から極めて高い実力を持つ。後に密かに入手した“超人血清”を投与したことで超人兵士となり、フラッグ・スマッシャーズやサムとバッキーを同時に相手取っても互角以上に渡り合えるほどの戦闘能力を得た。

### ツール
ユニフォーム
ウォーカー専用の戦闘服とヘルメット。星条旗をあしらった基本デザイン・口元以外の頭部を保護するヘルメットの両脇に描かれた小さな羽・ベルト両脇のポーチなど、先代（スティーブ/キャプテン・アメリカ）のユニフォームと同等のイメージであるものの、その配色は青を基調に赤のラインが入ったツートンカラーとなっており、星印に“A”のアルファベットが重なった特有のシンボルが右胸と背面・ヘルメットの額部分にマーキングされ、右大腿部には後述のSTI Perfect 10を携行するホルスターが取り付けられる。
ウォーカーは、この戦闘服とヘルメットに身を包み、フラッグ・スマッシャーズと連戦を繰り広げた。
後にヴァルから“U.S.エージェント”のコードネームを与えられたウォーカーは、基本デザインは全く同等であるものの、青の部分が黒に置き換えられ、胸部に3本の白いラインが加わった新しい戦闘服と、額のシンボルが無くなったヘルメットを託される。
キャプテン・アメリカの盾
“キャプテン・アメリカ”の名を冠するヒーローのトレードマークである円盾。
STI Perfect 10
サブウェポンのハンドガン。ミュンヘンでの戦いに使用。
ジョン・ウォーカーの盾
キャプテン・アメリカの盾と称号を失い、名誉除隊を言い渡された後、ウォーカー本人が自作した円形盾。キャプテン・アメリカの盾とよく似たデザインだが、作りが粗く、本体の内側に装飾として前述の勲章の1個が取り付けられた。
ウォーカーによって作られると、ニューヨークで猛威を振るうカーリらに対抗するため持ち出されるが、素材が一般的な金属であるため然程頑強ではなく、武器としては大して役に立たず、戦いを挑んで暫くすると、カーリらの打撃を受けた痕が複数付いたままウォーカーの手元から離れることになる。
“U.S.エージェント”のコードネームと役職を得た後は、デザインが黒に統一された新たな自作の盾を所有している。こちらも素材はヴィブラニウムでは無く一般的な金属ではあるが、キャプテン・アメリカの盾と同様の使い方をしても同じ様に使える。しかし、旧アベンジャーズ・タワーでのセントリーと化したボブとの戦闘で、タコスの様に折り曲げられてしまい、以来そのままの状態で使用するようになった。

### 描写
『ファルコン&ウィンター・ソルジャー』
本作でMCU初登場。“キャプテン・アメリカ”を襲名すると、政府による披露会見や母校での凱旋パレードとインタビュー、先代のスティーブも大戦中に経験したアメリカ各地を回る慰問活動などの行事を終え、レマーと共にフラッグ・スマッシャーズ鎮圧の任を受けて、ミュンヘンでカーリらと戦うサムとバッキーの前に降り立つも、サムたちとまともに連携できず相手の超人的パワーにも翻弄されてフラッグ・スマッシャーズを取り逃した。
そこから、スティーブを直接知るサムとバッキーからは新キャプテンとして認められないことを理解しつつ彼らに共闘を申し出るが、それを断られ距離を置かれると、「俺の邪魔をするな」とぶつけるほどサムたちを疎ましく感じ始める。以降、フラッグ・スマッシャーズ追跡のための捜査に奔走するも、カーリらを匿っていたルディの尋問が上手くいかず、バッキーたちがヘルムート・ジモを脱獄・同行させていると知って徐々に焦りを見せ始め、リガではカーリを諭そうとするサムの姿勢を否定して、彼とカーリの対話の場に痺れを切らして乱入したことで彼女を説得する機会を台無しにし、“ドーラ・ミラージュ”と小競り合いを起こして叩き伏せられた挙句にジモを逃がしてしまうなど、失態と屈辱感を積み重ねてしまった。
そしてレマーの意見も受けて、密かに拾っていた超人血清を自らに投与し、フラッグ・スマッシャーズとの再戦に臨むが、カーリがレマーを手にかけたことで激昂し大衆の眼前でニコを惨殺。その場から立ち去るも、追ってきたサムとバッキーから出頭・釈明するよう進言されると、極度の錯乱から自身がキャプテン・アメリカだと強調しながら盾にも異様な執着を見せてサムたちに襲いかかり、死闘へと発展。一心不乱に攻め立てるが、最終的に左腕を折られて敗北し、盾も奪還されてしまった。
その後帰国すると、「“キャプテン・アメリカが公然の場で外国人を殺害した”という事実でアメリカ軍を活動できない状態に追い込んだ」ため、アメリカ政府からキャプテン・アメリカの資格剥奪と不名誉除隊を言い渡され、猛反論してもこの決定を覆せなかったことから落胆と同時に政府への不信を抱いた。これに加え、ヴァルの接触を受け、オリヴィアの提案に従ってレマーの遺族の下へ赴くも、自分が殺したニコがレマーを殺したと偽ってしまい、遺族からの励ましの言葉を受けたことからレマーの仇をとることを決意した。
フラッグ・スマッシャーズがニューヨークでテロを起こすと、自作の盾を持ち込んでカーリらの前に駆けつけ、レマーを手にかけながらも彼を「無意味な命」と称したカーリに怒りを隠さず戦いを挑み、袋叩きにされるも、カーリを追い詰めた。しかし、GRCの議員たちが閉じ込められた装甲車が高所から転落しそうになると、苦悩の末に議員たちを救うことを選択。両腕で装甲車を引き上げようとし、独力のみでの救出は叶わなかったものの、これによって自分を認めたサムやバッキーと力を合わせ、フラッグ・スマッシャーズのドヴィッチらの逮捕にも成功。カーリが倒されると、スピーチを終えたサムの頷きにも真剣な眼差しで応えた。
後日、ヴァルの勧誘を受けることを決めると、新たなユニフォームに身を包み、コードネーム“U.S.エージェント”を与えられ、新しい肩書きを得たことにオリヴィアと2人で喜び合う。
2025年5月2日公開予定の映画『サンダーボルツ*』にも出演が決定している。

## 他のメディア

### テレビゲーム
- 『マーヴル・スーパーヒーローズ VS. ストリートファイター』 - シークレットキャラクターとして登場。
- 『MARVEL VS. CAPCOM CLASH OF SUPER HEROES』 - アシストキャラクターとして登場。
- 『MARVEL ULTIMATE ALLIANCE』・『Marvel Heroes』 - U.S.エージェントのコスチュームが、キャプテン・アメリカのコスチュームとして利用可能。